# Вахрушев, Леонид Петрович
Леонид Петрович Вахрушев  (2 июня 1944, Вахруши, Кировская область — 25 октября 2015, Краснодар) — советский и российский военачальник, командир 50-й гвардейской ракетной дивизии, начальник полигона «Кура». Генерал-майор.

## Биография
Родился 2.06.1944 г. в пос. Вахруши Кировской области.
В 1963 г. окончил школу.
1963—1968 гг. — учёба в Пермском высшем командно-инженерном училище.
Проходил службу в Ракетных войсках стратегического назначения.
В 1976 г. окончил командный факультет Военной академии им. Дзержинского (г. Москва). Был направлен на должность начальника штаба ракетного полка.
1980—1982 гг. — командир полка.
1982—1985 гг. — заместитель командира 37-й гвардейской ракетной Севастопольской орденов Ленина и Кутузова дивизии.Луцк
1985—1991 гг. — командир 50-й гвардейской ракетной Таганрогской дивизии. Белокоровичи Житомирской области на Украине.
После расформирования дивизии согласно договору СНВ-2 назначен начальником 43 ОНИС полигона «Кура» Камчатка.
С 1994 года — заместитель начальника управления в/ч 25840.
В 1998 году уволен из рядов Вооруженных сил.

## После службы в армии
- 2012—2015 — Инспектор группы инспекторов Объединённого стратегического командования Южного военного округа.

Проводил активную деятельность в военно-патриотическом воспитании молодёжи и защите интересов ветеранов.
Умер 25 октября 2015 года.

## Награды
- Орден Красной Звезды
- Медали, в том числе:
  - «За воинскую доблесть. В ознаменование 100-летия со дня рождения Владимира Ильича Ленина»
  - «Двадцать лет Победы в Великой Отечественной войне 1941—1945 гг.»
  - «300 лет Российскому флоту»
  - «Ветеран Вооружённых Сил СССР»
  - «50 лет Вооружённых Сил СССР»
  - «60 лет Вооружённых Сил СССР»
  - «70 лет Вооружённых Сил СССР»
  - «За безупречную службу» 1-й степени
  - «За безупречную службу» 2-й степени
  - «За безупречную службу» 3-й степени